# Indian Act
Indian Act é um estatuto canadense que diz respeito aos direitos dos índios do país (ou seja, os povos das Primeiras Nações do Canadá) e ao sistema de reservas indígenas. O Indian Act foi promulgado em 1876 pelo Parlamento do Canadá, nos termos do Artigo 91 do Ato da Constituição de 1867, que prevê governo federal do Canadá competência exclusiva para legislar em relação aos "índios e terras reservadas aos índios".